# Susanne Hose
Susanne Hose (obersorbisch Susanne Hozyna; * 1961) ist eine sorbische Philologin und Folkloristin, die sich unter anderem der sorbischen Kultur widmet. Seit 2018 ist sie stellvertretende Direktorin des Sorbischen Instituts.

## Leben
Hose absolvierte von 1980 bis 1984 ein Studium der Sorabistik und Russistik an der Karl-Marx-Universität Leipzig, welches sie mit einer Diplomarbeit zu den lexikalischen und phraseologischen Sammlungen des Jan Radyserb-Wjela bei Heinz Schuster-Šewc abschloss. In der Folge absolvierte sie von 1984 bis 1989 eine planmäßige Aspirantur am Institut für sorbische Volksforschung in Bautzen und war anschließend bis 1991 als wissenschaftliche Mitarbeiterin der Abteilung Volkskunde ebendort tätig. 1990 promovierte sie zur Überlieferung und Systematisierung der obersorbischen Sprichwörter bei Siegfried Neumann an der Akademie der Wissenschaften der DDR.
Seit Neugründung des Sorbischen Instituts 1992 ist Hose dort als wissenschaftliche Mitarbeiterin in der Abteilung Kulturwissenschaften tätig. Seit 1997 gehört sie der Redaktion von der Zeitschrift Lětopis an. In ihrer Forschung widmet sie sich der kulturwissenschaftlichen Erzählforschung, Parömiologie, Brauchforschung, Fachgeschichte der Volkskunde und Geschlechterforschung. Sie ist Mitglied der Kommission für Erzählforschung der Deutschen Gesellschaft für Empirische Kulturwissenschaft, der Kommission Slawische Folklore beim Internationales Slawistenkomitee sowie der Maćica Serbska und gehört dem Sächsischen Kultursenat an. Seit 2018 ist Hose stellvertretende Direktorin des Sorbischen Instituts, sie verantwortet in dieser Funktion unter anderem die zentralen wissenschaftlichen Dienste und Vorhaben. Seit 2023 gehört sie zudem dem Stiftungsrat der Stiftung für das sorbische Volk an.
Hose engagierte sich auch in der Lehre, im Rahmen von Lehraufträgen war sie unter anderem am Institut für Kulturanthropologie und Europäische Ethnologie der Georg-August-Universität Göttingen, dem Bereich Volkskunde/Kulturgeschichte an der Friedrich-Schiller-Universität Jena, dem Institut für Sorabistik der Universität Leipzig und an der Evangelischen Berufsfachschule für Altenpflege Bautzen tätig.

## Schriften (Auswahl)
- Zur Überlieferung und Systematisierung der obersorbischen Sprichwörter. Akademie der Wissenschaft der DDR, Berlin 1990.
- Sorbisches Sprichwörterlexikon. Lusatia-Verlag, Bautzen 1996, ISBN 978-3-929091-41-0.
- Raum-Erfahrungen – Leben in der Lausitz: Ein Lesebuch. Verlag der Kunst Dresden, Husum 2003, ISBN 978-3-86530-058-4.
- Minderheiten und Mehrheiten in der Erzählkultur. (= Schriften des Sorbischen Instituts. Bd. 46) Domowina-Verlag, Bautzen 2008, ISBN 978-3-7420-2090-1.
- Erzählen über Krabat: Märchen, Mythos und Magie. Lusatia-Verlag, Bautzen 2013, ISBN 978-3-936758-81-8.
- mit Ines Keller: Sorbische Kultur-Geschichten im Biosphärenreservat Oberlausitzer Heide- und Teichlandschaft. Sorbisches Institut, Bautzen 2017, ISBN 978-3-9816961-4-1.
- mit Madlena Mahling und Friedrich Pollack: Reformation und Ethnizität, Sorben, Letten, Esten im 16. und 17. Jahrhundert. Domowina-Verlag, Bautzen 2019, ISBN 978-3-7420-2588-3.